# Берлаге, Хендрик Петрюс
Хе́ндрик Пе́трюс Бе́рлаге (нидерл. Hendrik Petrus Berlage, МФА: [ˈɦɛndrɪk ˈpeːtrʏs ˈbɛrlaːɣə], часто встречается вариант «Петрус», 21 февраля 1856, Амстердам — 12 августа 1934, Гаага) — выдающийся нидерландский архитектор. Воззрения Берлаге на пути развития архитектуры, изложенные им в многочисленных теоретических трудах, оказали большое влияние на современное нидерландское зодчество.

## Ранние годы
Берлаге родился в богатой, либерально настроенной семье, проживавшей на набережной канала Кейзерсграхт (нидерл. Keizersgracht) в самом центре Амстердама. Через несколько лет семья Берлаге переехала в Арнем, где Хендрик получил среднее школьное образование. За время арнемского периода жизни будущего архитектора его мать умерла, а отец повторно женился.
В течение года Хендрик Петрюс посещал курсы живописи в Государственной академии изящных искусств (нид.) в Амстердаме, но затем предметом его интересов стала архитектура. В 1875—1878 годах Берлаге учился в Швейцарской высшей технической школе Цюриха, где познакомился с идеями Готфрида Земпера, профессора архитектуры этого учебного заведения с 1855 по 1871 годы, и концепцией «идеального дома» Эжена Виолле-ле-Дюка. Чтобы углубить полученные теоретические знания, в 1880—1881 годах Хендрик Берлаге предпринял поездку по ряду стран Европы, посетив Италию, Австрию и Германию.
По возвращении в Нидерланды Берлаге, совместно с Теодорусом Сандерсом (нидерл. Theodorus Sanders), основал архитектурное бюро в Амстердаме. Вместе с Сандерсом они спроектировали ряд зданий в неоренессансном стиле.

## Независимый архитектор
В 1889 году Берлаге начал самостоятельную работу, открыв собственное архитектурное бюро. Первоначально он следовал господствовавшим в то время архитектурным стилям, но затем начал экспериментировать, смешивая в своих проектах элементы модерна и рационализма. Одним из плодов этих экспериментов стало оформление зданий Страховой компании Нидерландов, к работе над которыми в 1890-х годах Берлаге был приглашён в качестве дизайнера. Примерно в то же время архитектором были созданы проекты виллы Хенни в Гааге и здания Синдиката огранщиков брильянтов в Амстердаме (1899—1900). Уже в 1889 году он представил на Всемирной выставке в Париже оригинальный проект мавзолея. К этому же периоду относятся многочисленные публикации Берлаге в изданиях, посвящённых архитектуре.
В 1897—1903 годах по проекту Берлаге было построено здание Амстердамской биржи (в настоящее время называется биржей Берлаге), — наиболее известное творение архитектора, включённое ЮНЕСКО в нидерландский список объектов всемирного наследия. В своём проекте Берлаге гармонично объединил средневековые традиции национальной нидерландской архитектуры с современными техническими решениями. Характерными отличиями стиля здания являются «честное» использование материалов (все материалы должны легко узнаваться) и чёткость конструкции, лишённой ненужных украшений. Основной строительный материал — неоштукатуренный кирпич, совмещённый с природным светлым камнем. Стиль, в котором построена Амстердамская биржа, впоследствии станет известен как рационализм. Влияние этого стиля будет ощущаться в нидерландской архитектуре до 1950-х годов.
Берлаге является автором ряда масштабных градостроительных проектов. Так, в 1902 году он разработал планы расширения Амстердама (южная часть города должна была быть полностью реконструирована, и трущобные районы предстояло заменить относительно благоустроенными домами для рабочего класса), реконструкции Гааги (1908—1909) и Утрехта (1921). Его проекты предполагали гармоничную связь исторического центра города с новыми районами, которые планировалось застраивать блочными домами небольшой высоты, и которые образовывали бы чёткие перспективы.
Особенностью стиля Берлаге был функциональный подход к проектированию зданий с использованием лаконичных, но очень эстетичных деталей. Помимо собственно архитектурных проектов, Берлаге занимался также проектированием мебели, дизайном обоев, ковров и стеклянной утвари. Мебель Берлаге продавалась в амстердамском магазине «Het Binnenhuis», специализировавшемся на продаже предметов прикладного искусства в стиле нидерландский модерн.
Берлаге отстаивал концепцию «красоты обнажённой стены». В одной из лекций он так определяет своё архитектурное кредо:
Прежде всего, мы должны показать всю красоту обнаженной стены… Опоры и колонны не должны иметь выступающих капителей, места примыканий этих элементов должны сливаться с чистой поверхностью стены.
В 1911 году Берлаге посетил США. Этот визит и знакомство с работами Фрэнка Ллойда Райта, Генри Гобсона Ричардсона, Луиса Салливена оказали значительное влияние на его дальнейшее творчество.
К наиболее значительным постройкам Берлаге принадлежат (помимо Амстердамской биржи) здание Синдиката огранщиков брильянтов в Амстердаме (1899—1900), Муниципальный музей в Гааге (1916—1934, строительство завершено после смерти архитектора), Холланд-хаус в Лондоне (1914). Среди его главных работ упоминается также охотничий домик «Святой Губерт», выполненный в форме оленьих рогов, а внутри оформленный как анфилада помещений, каждое из которых освещено сильней предыдущего, что в совокупности отсылает к легенде об этом святом, а также перекликается с популярным в модерне девизом «из тьмы к свету».
Берлаге придерживался социалистических убеждений, что проявлялось в его архитектуре. В 1929 году Берлаге посетил СССР и вскоре после поездки вступил в Коммунистическую партию Нидерландов. Социалистические взгляды Берлаге привели его к идее «общественного искусства» (нидерл. Gemeenschapskunst), выражавшейся в совместной работе представителей различных видов искусства над произведениями, предназначенными приносить общественную пользу.

## Влияние и признание заслуг
Деятельность Берлаге оказала огромное влияние на современную архитектуру Нидерландов. Среди его последователей можно назвать Современное движение в Нидерландах (группа «Де Стейл») и Амстердамскую школу.
В честь Берлаге назван основанный в 1990 году Институт Берлаге — высшее учебное заведение и исследовательский институт, занимающийся вопросами архитектуры и дизайна. 

## Основные труды
- «Мысли о стиле в архитектуре» (1905).
- «Основы архитектуры и её развитие» (1908).
- «Развитие современного зодчества в Нидерландах» (1925).
- «Взаимоотношения между государством и архитектурой», доклад на I конгрессе CIAM (1928).
- «Суть архитектуры и её истории» (1934).

## Семья
- Берлаге, Хендрик Петрюс (младший) (1896— 1968) — сын, физик

## Внешние ссылки
- Сайт, посвящённый жизни и творчеству Х. П. Берлаге Архивная копия от 4 января 2011 на Wayback Machine  (англ.) (нем.)
- Берлаге, Хендрик Петрюс Архивная копия от 18 мая 2011 на Wayback Machine в онлайн-энциклопедии «Кругосвет»